# Leighlinbridge
Leighlinbridge (en irlandais : Leithghlinn an Droichid, qui signifie « demi-vallée » ou « vallée grise » du pont) est un bourg au bord du Barrow dans le comté de Carlow, en Irlande. Il était traversé par la N9 qui ne fait que le contourner depuis les années 1980, et reste desservi par la R705.

## Situation
Le bourg regroupe deux parties : Leighlin (rive est) et Ballyknockan (rive ouest). Il comprend de petites rues étroites, des malteries aux façades grises, et des ruines d'un château du XIVe siècle qui surveillait le pont sur le Barrow.

## Population
| 1831  | 1841  | 1851  | 1861  | 1871  | 1881 | 1891 |
| ----- | ----- | ----- | ----- | ----- | ---- | ---- |
| 2 035 | 1 748 | 1 292 | 1 245 | 1 066 | 835  | 744  |

| 1901 | 1911 | 1926 | 1936 | 1946 | 1951 | 1956 |
| ---- | ---- | ---- | ---- | ---- | ---- | ---- |
| 646  | 544  | 406  | 425  | 394  | 326  | 375  |

| 1961 | 1966 | 1971 | 1981 | 1986 | 1991 | 1996 |
| ---- | ---- | ---- | ---- | ---- | ---- | ---- |
| 457  | 444  | 379  | 515  | 540  | 510  | 508  |

| 2002 | 2006 | 2016 | 2022 | - | - | - |
| ---- | ---- | ---- | ---- | - | - | - |
| 646  | 674  | 914  | 959  | - | - | - |

## Lieux remarquables
- Le château de Leighlinbridge, aussi appelé Black Castle : l'un des plus anciens châteaux normands d'Irlande, monument national. Construit primitivement au XIIe siècle, peut-être par Hugues de Lacy, pour surveiller le pont, ou bien comme l'un des points forts de la ligne du Pale. Il a été renforcé par Edward Bellingham en 1547, mais finalement détruit par les forces de Cromwell vers 1650 dans le cadre des guerres confédérées irlandaises. Il en reste une tour incomplète du XIVe et une muraille de protection pour le bétail[3].
- Non loin du château se trouvent les ruines d'un prieuré carmélite édifié par l'architecte normand Carew en 1271[4].
- À l'entrée nord du bourg, on peut remarquer une sculpture de Michael Warren, représentant les trônes des rois du sud du Leinster à Dinn Righ (ce qui signifie la montagne des rois).

## Une météorite
La nuit du 28 novembre 1999, on a observé une boule de feu au-dessus de Carlow d'une durée de quelques secondes avant de disparaître dans une détonation. Une habitante de Leighlinbridge a récupéré un bout de roche fondue le 12 décembre 1999, et ensuite deux autres éclats ont été répertoriés. D'un total de 220 grammes, ce sont les premières météorites récupérées en Irlande depuis 1865 et les premières tombées en Irlande depuis 1991. Les trouvailles précédentes se situaient près de Dundrum, dans le comté de Tipperary.

## Personnages remarquables
- Le cardinal Francis Patrick Moran, troisième archevêque de Sydney, est né à Leighlinbridge en 1830.
- John Tyndall, scientifique du XIXe siècle est né à Leighlinbridge dans la Main Street en 1820.
- Capitaine Myles Keogh (en), aide de camp du général John Buford pendant la guerre de Sécession, puis membre du 7e régiment de cavalerie, mort en 1876 à la bataille de Little Big Horn, était né à la Orchard House (maison du verger) dans Leighlinbridge en 1840.
- La famille de Brian Mulroney, ancien premier ministre du Canada, était de Leighlinbridge, et il y est venu durant son mandat avec sa famille le 12 juillet 1991.

## Galerie

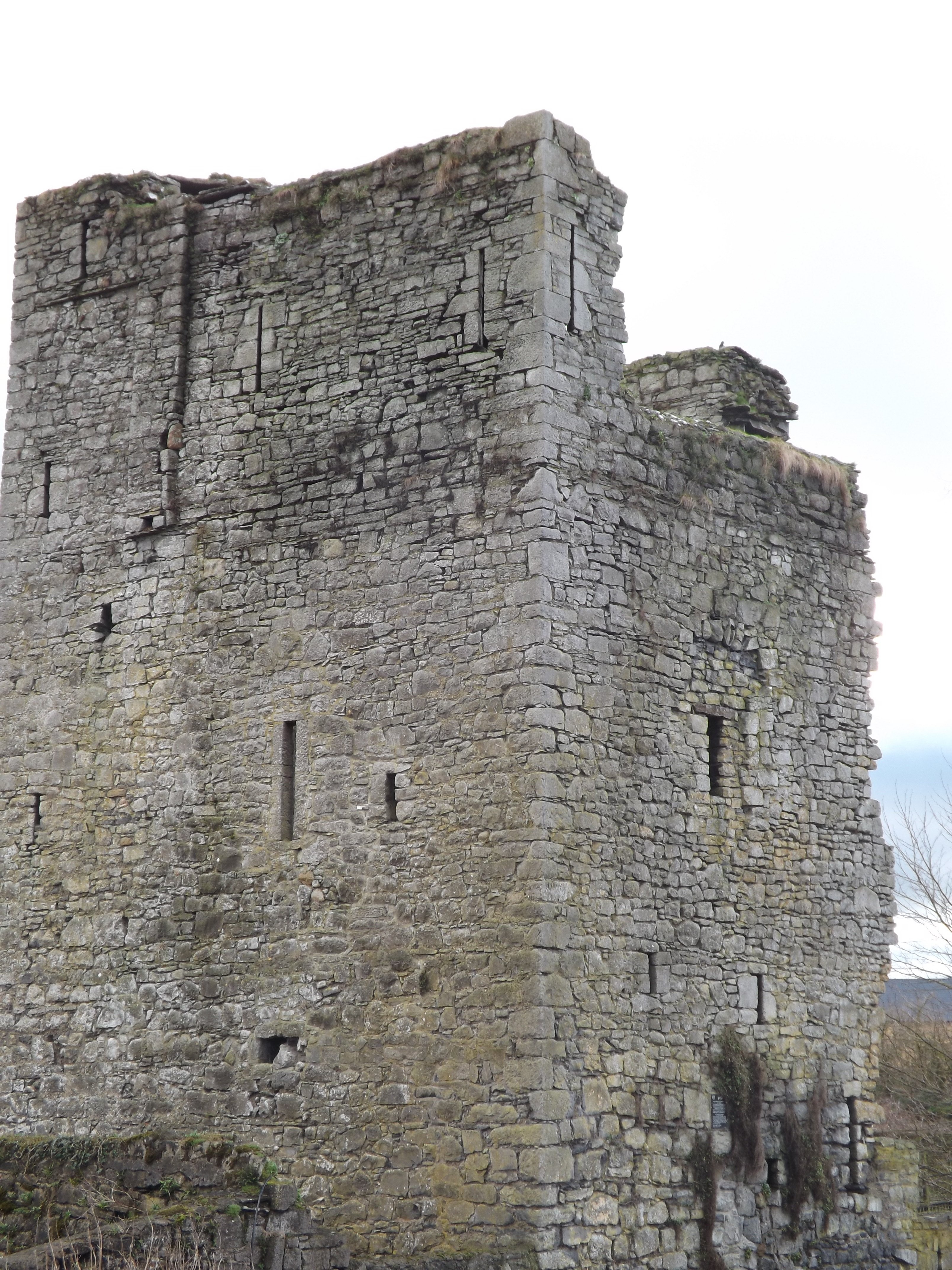
Le château.
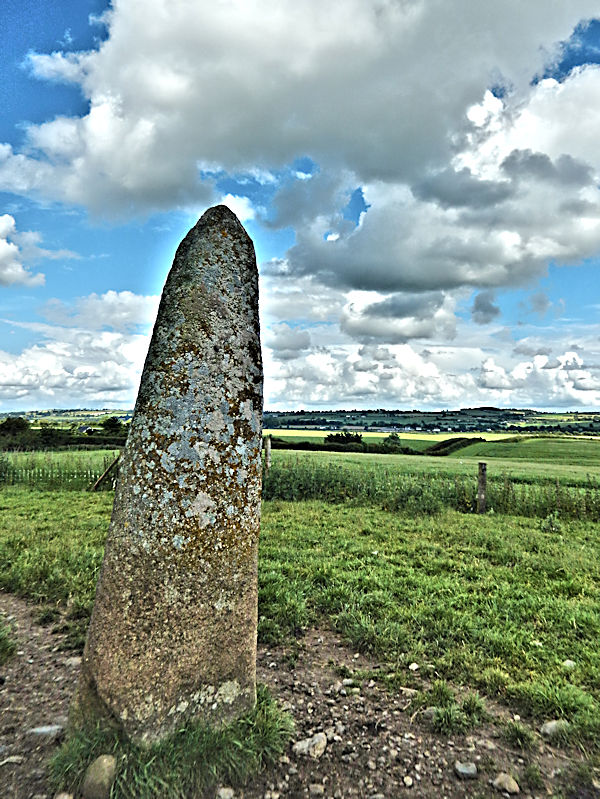
Pierre levée à l'est de Leighlinbridge.
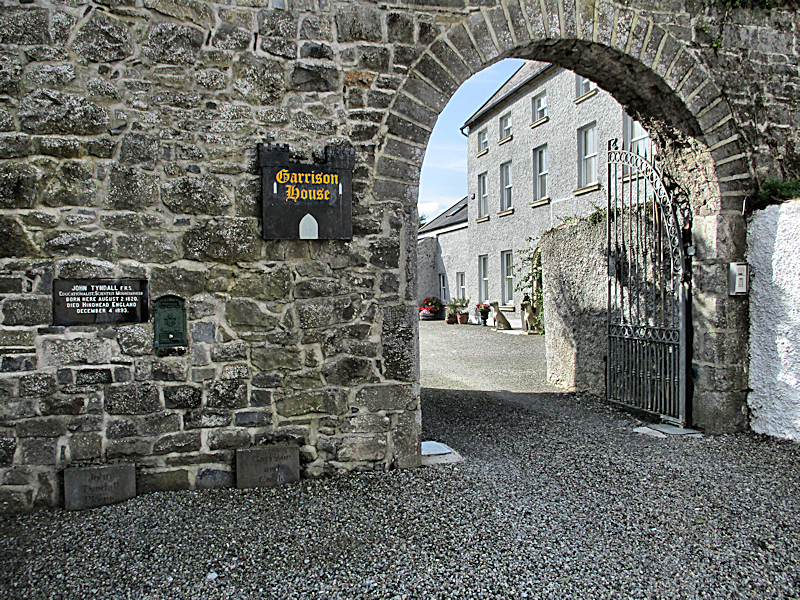
Entrée de Garrison House, ancien manoir géorgien.
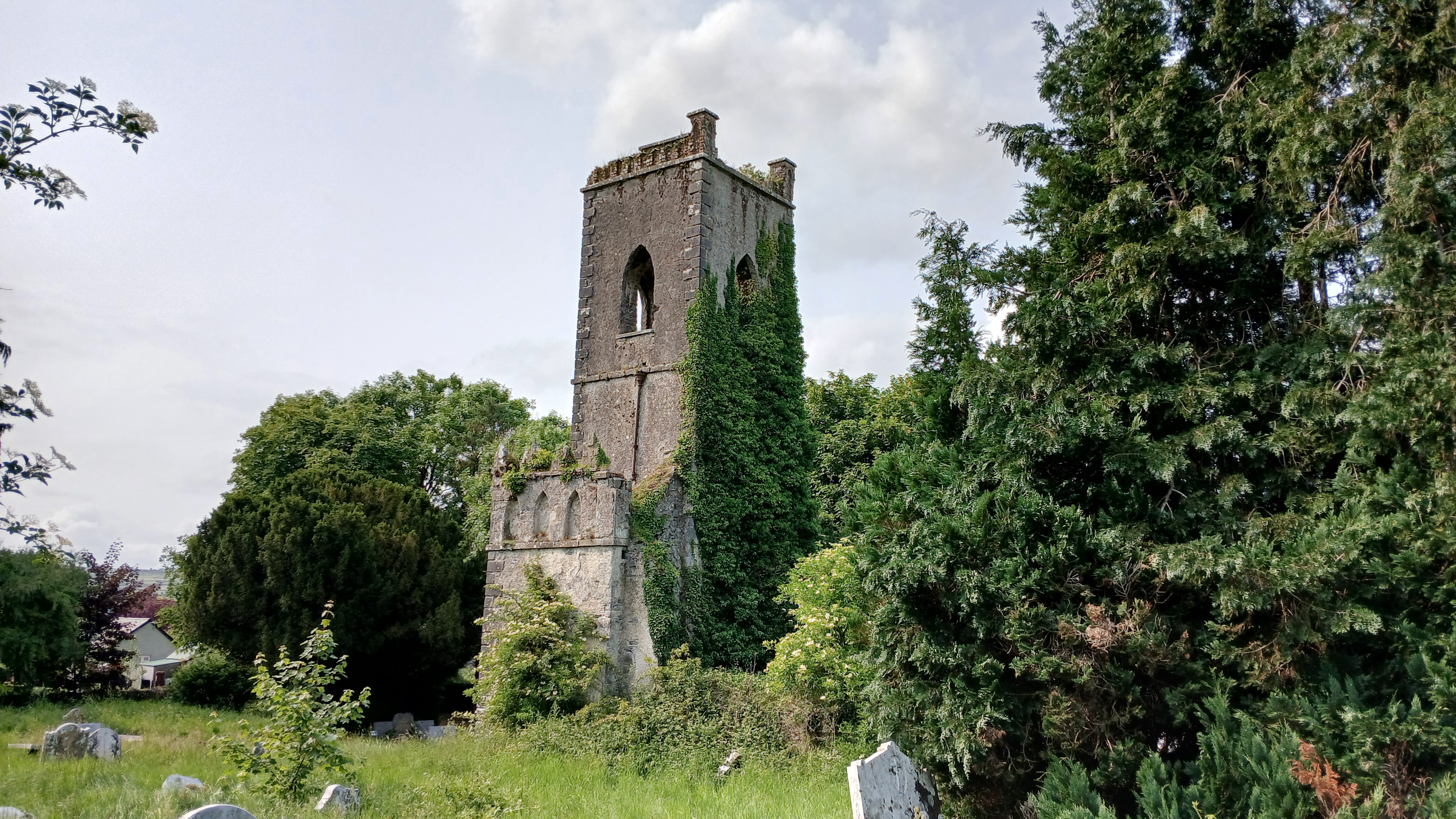
Ruines de l'église et du cimetière de Ballyknockan.
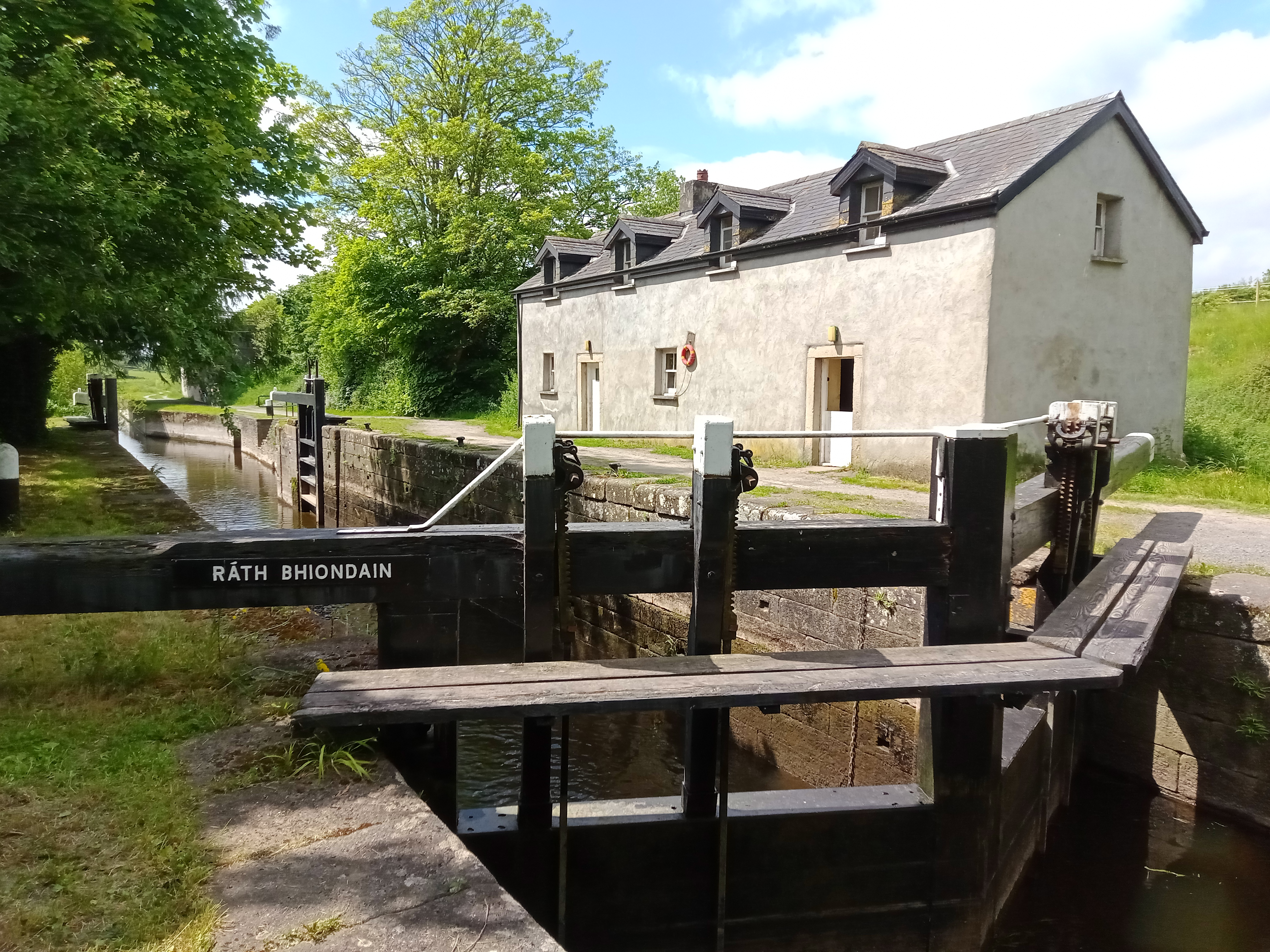
Écluse de Rathvinden sur le Barrow.